# NGC 808
NGC 808 في الفهرس العام الجديد، هي مجرة، تقع في كوكبة قيطس. اكتشفت في 14 أكتوبر 1830 بواسطة جون هيرشل.

## روابط خارجية
- NGC 808 على موقع ويكي سكاي: DSS2, SDSS, GALEX, IRAS, Hydrogen α, X-Ray, Astrophoto, Sky Map, Articles and images